# Reino de Diarra
Diarra, também conhecido como Quingui (Kingui), Diafunu ou Caniaga (Kaniaga), era um estado soninquê no que é hoje o noroeste do Mali, centrado em torno da cidade de Diarra. Fundado no século XI, era ocasionalmente independente, mas frequentemente esteve sob domínio de uma série de impérios saelianos até sua destruição final pelo Império Tuculor no século XIX.

## Nome
O reino tem muitos nomes diferentes, que são usados em diferentes contextos. Diarra (também escrito Jara ou Zara) é o nome da capital e, portanto, aplicado ao estado como um todo. O nome significa "povo de Dia" e era o nome pelo qual o reino era conhecido quando era uma província do Império do Gana e, mais tarde, do Império do Mali. Quingui é o termo fula para a região. Caniaga é um termo soninquê para as terras entre o alto rio Senegal e a curva do Níger, derivado de um termo maninca que significa 'norte'; às vezes é aplicado a Diarra e às vezes ao Império Sosso, pois ambos estavam localizados ao norte da região de Mandê. Diafunu (também escrito Zafunu) é uma região ao redor do alto rio Colimbiné.

## História
Histórias locais relatam que os soninquês chegaram à área mais tarde conhecida como Diafunu vindos de Dia. A primeira capital foi a cidade de Saim Demba. Audagoste, uma sede real do Império do Gana (Uagadu), foi capturada pelo Império Almorávida na segunda metade do século XI, época em que Saim Demba foi supostamente destruída e a cidade de Diarra foi construída. Os Mana Maga, como os reis de Diarra eram conhecidos, se separaram e estabeleceram um Estado independente sob a dinastia Niacate. O reino enriqueceu por meio do comércio transaariano, controlando grande parte das partes do sul do antigo Império do Gana e conquistando Tacrur. Durante este período, os Mana Maga estenderam sua autoridade para o deserto e além.
No início do século XII, um rei de Diarra passou por Marraquexe em peregrinação. O estudioso e viajante árabe Iacute de Hama descreveu a cena, enfatizando o poder relativo do monarca Diafunu sobre sua hoste almorávida:
| “ | O rei de Zafunu é mais poderoso e mais versado na arte de governar do que [outros príncipes da África Ocidental]. E esta é a razão pela qual o [povo] dos portadores do véu [ou seja, os almorávidas] reconhece sua superioridade, demonstrando-lhe sua obediência e se voltando para ele [para obter sua ajuda] em caso de assuntos importantes de Estado. Um ano, enquanto peregrinava a Meca, este rei chegou ao Magrebe, no reino do Portador do Véu Alantuni, "príncipe dos muçulmanos". Este último cumprimentou o rei a pé enquanto o rei de Zafanu não desmontou de seu cavalo [para cumprimentá-lo]. | ” |

Diarra voltou ao domínio do Gana por volta de 1150, e depois o Império Sosso e o Império do Mali no começo do século XIII. A dinastia Niacate, no entanto, ganhou uma reputação de crueldade e tirania. No início do século XV, o último Mana Maga da dinastia, Seriba Niacate, foi expulso ou fugiu de Diarra à área ao redor de Bamaco, deixando o poder para Damã Guilê Diauara, um renomado caçador originário de Mandê. Sob a nova dinastia, Diarra prosperou como um centro para o comércio de caravanas, traçando um curso cada vez mais independente da influência malinesa. Damã Guilê Diauara foi sucedido como rei por seu filho Curia Mamadu, que assumiu o título de Farém, que significa "governador", que foi seguido por seu filho Silamagã. Após a morte de Silamagã, o país foi dividido entre seus filhos, que frequentemente lutavam entre si.
Em 1501, o Império Songai conquistou a província malinesa de Diafunu, ao sul de Diarra propriamente dito. O senhor da guerra fula Tenguela invadiu Diarra em 1511, momento em que o reino pediu ajuda ao Império Songai. Omar Comajago, irmão do Ásquia Maomé I, liderou uma força poderosa numa marcha de dois meses pelo deserto, então em 1512 derrotou e matou Tenguela em batalha. Depois disso, Diarra provavelmente jurou fidelidade aos songais. Em 1754, o reino bambara de Reino de Caarta conquistou e vassalizou o reino. O último monarca de Diarra, Diauara, foi capturado e executado por Alhaji Omar Tal em 31 de maio de 1860.